# Cojáyar
Cojáyar es una localidad y pedanía española perteneciente al municipio de Murtas, en la parte oriental de la comarca de la Alpujarra Granadina, provincia de Granada, comunidad autónoma de Andalucía.

## Historia
Cojáyar fue un municipio independiente hasta que, en 1927, se fusionó con Murtas.

## Demografía
| Gráfica de evolución demográfica de Cojayar entre 1842 y 1920 |
| |
| Población de derecho según los censos de población del INE Población de hecho según los censos de población del INEEntre el censo de 1930 y el anterior, este municipio desaparece porque se integra en el municipio Murtas |

Según el Instituto Nacional de Estadística de España, en el año 2019 Cojáyar contaba con 50 habitantes censados.

## Cultura

### Fiestas
Durante las fiestas patronales de Cojáyar se celebra la función de moros y cristianos, como en buena parte del resto del Levante peninsular. El principal protagonista es el santo patrón de la localidad —San Antonio de Padua—, que es solicitado primero y luego conquistado por los moros en la primera parte de la función, hasta que es rescatado por los cristianos en la segunda parte.
Los personajes principales de cada bando son rey, general, embajador y espía. Las tropas, están integradas por jóvenes y niños, pero con importante participación de personas mayores. La indumentaria se caracteriza por la ausencia de riqueza, libertad en la decoración y algunos importantes anacronismos. En los texto siempre figura la queja de los moros por su expulsión de España y bravatas de ambos bandos.
La característica de los moros y cristianos de Cojáyar es que el santo no se encierra en la iglesia hasta que no ha terminado la segunda parte, que se celebra por la tarde, por lo que la imagen ha de quedar custodiada por las tropas moras.

### Costumbres
En Cojáyar se conserva una gran afición por los trovos, una tradición musical muy extendida en Las Alpujarras. Los trovos son quintillas —estrofas de cinco versos, normalmente octosílabos— que se cantan con el acompañamiento musical de instrumentos de cuerda. Sus características primordiales son letras mordaces y sarcásticas y, sobre todo, la improvisación y la rapidez de las respuestas de unos trovadores a otros, lo que los alpujarreños llaman el arte de repentizar.